# 平泉陽太
平泉 陽太（ひらいずみ ようた、1982年4月13日 - ）は、日本の元俳優。
神奈川県出身。エフ・エム・ジーに所属していた。父親は俳優の平泉成。

## 人物
桐蔭学園高校時代はサッカー部に所属、大学卒業後、芸能界に入る。その後はフットサルも始めるなど体を動かすことが趣味。手先が器用でピアノ・ギター・手品などを特技としている。父親を目標の俳優としており、公式サイト上で俳優の仕事をしながら小さなバーを開くのが将来の夢と語っている。父親とは『WATER BOYS』で初共演を果たしているが、演技の絡みは一切ない。その後テレビ東京系の旅番組『いい旅・夢気分』（2004年1月7日放送、青森県への旅）で、両親とテレビ出演している。

## 主な出演作品

### テレビ番組
- WATER BOYS（2003年、フジテレビ）- 泉 役
- はみだし刑事情熱系Part8（2004年、テレビ朝日）
- 新選組! （2004年、NHK）三木三郎役
- ラストプレゼント 娘と生きる最後の夏（2004年、日本テレビ）
- 土曜ワイド劇場「火災調査官・紅蓮次郎スペシャル」（テレビ朝日）
- 刑事部屋〜六本木おかしな捜査班〜（2005年、テレビ朝日）
- 新船長の航海事件日誌（2005年、テレビ朝日）- 花山隆 役
- 眠る骨（2006年、テレビ朝日）- 坂下宏志 役